# Max von Neumayr
Pour les articles homonymes, voir Neumayer.
Max von Neumayr, né le 29 juillet 1808 à Munich, et y décédé le 14 janvier 1881 est un juriste et parlementaire bavarois.

## Biographie
Après des études au lycée Guillaume de Munich (de), Max von Neumayr étudie de 1826 à 1831 la philosophie et le droit à l'Université Louis-et-Maximilien de Munich (Ludwig-Maximilians-Universität München). En 1836, il est secrétaire au Ministère bavarois de l'Intérieur (de). En 1847, il rejoint le Ministère de l'Éducation où il reste de 1848 à 1849. En 1849, il est envoyé comme ambassadeur à Stuttgart. Il est brièvement ministre de l'Intérieur de Bavière en 1859. En 1864 il reprend en intérim le département d’État de la Maison Royale et des Affaires étrangères, qui est reliée à la présidence du Conseil. En 1866, il devint secrétaire du roi Louis II, en remplacement de Franz Seraph von Pfistermeister. 
Du 27 mai 1848 au 7 mai 1849,  Neumayr est membre du Parlement de Francfort pour la circonscription de Burghausen. En 1868, il est élu au Zollparlament, chargé de réformer l'union douanière allemande, le Zollverein. 
Membre depuis 1827 du Corps Bavaria München (de), il décède à Munich le 14 janvier 1881. 
Max von Neumayr est le père du célèbre paléontologue Melchior Neumayr (1845-1890).